# Nederlanders in het Estische voetbal
Nederlanders in het Estische voetbal geeft een overzicht van Nederlanders die een contract hebben (gehad) bij Estische voetbalclubs.

## Voetballers
| Naam                 | Club             | Van  | Tot  | Opmerkingen |
| -------------------- | ---------------- | ---- | ---- | ----------- |
| Ray Fränkel          | FC Flora Tallinn | 2001 | 2001 |             |
| Sander van de Streek | FC Flora Tallinn | 2013 | 2013 |             |

## Overige functies
| Naam         | Club                  | Van  | Tot  | Opmerkingen       |
| ------------ | --------------------- | ---- | ---- | ----------------- |
| Arno Pijpers | FC Flora Tallinn      | 2000 | 2004 | hoofdtrainer      |
| Arno Pijpers | Estisch voetbalelftal | 2000 | 2004 | bondscoach        |
| Jelle Goes   | Estisch voetbalelftal | 2000 | 2004 | assistent-trainer |
| Jelle Goes   | Estisch voetbalelftal | 2004 | 2007 | bondscoach        |

Voetbalbonden ·
Albanië ·
Angola ·
Armenië ·
Australië ·
Azerbeidzjan ·
Bahrein ·
België ·
Bhutan ·
Bulgarije ·
Canada ·
China ·
Congo-Kinshasa · 
Cyprus ·
Denemarken ·
Duitsland ·
Egypte ·
Engeland ·
Estland ·
Ethiopië ·
Faeröer ·
Filipijnen ·
Finland ·
Frankrijk ·
Georgië ·
Ghana ·
Griekenland ·
Hongarije ·
Hongkong ·
Ierland ·
IJsland ·
Indonesië ·
Iran ·
Israël ·
Italië ·
Japan ·
Kazachstan ·
Koeweit ·
Litouwen ·
 Luxemburg ·
Maleisië ·
Malta ·
Marokko ·
Mexico ·
Namibië ·
Nieuw-Zeeland ·
Noorwegen ·
Oekraïne ·
Oezbekistan ·
Oostenrijk ·
Polen ·
Portugal ·
Qatar ·
Roemenië ·
Rusland ·
Rwanda ·
Saoedi-Arabië ·
Schotland ·
Singapore ·
Slovenië ·
Slowakije ·
Spanje ·
Tanzania ·
Turkije ·
Tuvalu ·
VAE ·
Venezuela ·
Verenigde Staten ·
Vietnam ·
Zimbabwe ·
Zuid-Afrika ·
Zuid-Korea ·
Zweden ·
Zwitserland